# یوکو اونو
یوکو اونو (ژاپنی: 小野 洋子, املای معمول در کاتاکانا: オノ・ヨーコ؛ زادهٔ ۱۸ فوریهٔ ۱۹۳۳) هنرمند چند رسانه‌ای، خواننده، ترانه‌نویس و کنشگر صلح ژاپنی است. کار او همچنین دربرگیرندهٔ هنر اجرا و فیلم‌سازی است.
اونو در توکیو بزرگ شد و در سال ۱۹۵۲ به شهر نیویورک آمد تا به خانواده‌اش بپیوندد. او در آغاز دهه ۱۹۶۰ با هنرمندان مرکز شهر نیویورک که شامل گروه فلوکسوس نیز می‌شد، فعالیت داشت و در سال ۱۹۶۹ که با موسیقی‌دان انگلیسی جان لنون از گروه بیتلز ازدواج کرد، به شهرت رسید و پس از آن به‌صورت دونوازی در گروه پلستیک اونو بند موسیقی ضبط کردند. این زوج از ماه عسل خود به‌عنوان صحنه‌ای برای تظاهرات عمومی علیه جنگ ویتنام استفاده کردند. او و لنون با هم ازدواج کردند تا اینکه لنون در ۸ دسامبر ۱۹۸۰ در رو به روی ساختمان آپارتمانی این زوج به قتل رسید. آن‌ها با هم صاحب پسری به‌نام شان شدند که بعدها او نیز موسیقی‌دان شد.
اونو در سال ۱۹۶۹ کارش را در موسیقی عامه‌پسند آغاز کرد و گروه پلستیک اونو بند را با لنون بنیان نهاد و در دههٔ ۱۹۷۰ شماری آلبوم آوانگارد تهیه کردند. او در سال ۱۹۸۰ با آلبوم فانتزی دوبرابر که در صدر جدول‌های فروش قرار گرفت، به موفقیت تجاری و هنری دست یافت. این آلبوم با همکاری لنون بود که سه هفته پیش از قتل او منتشر شد و جایزه گرمی آلبوم سال را دریافت کرد. او دوازده تک‌آهنگ نامبروان در جدول‌های سبک دنس ایالات متحده داشته و در سال ۲۰۱۶ از سوی مجله بیلبورد به‌عنوان یازدهمین هنرمند موفق باشگاه رقص در تمام دوران برگزیده شد.
اونو به‌عنوان همسر بیوهٔ لنون، به‌منظور حفظ میراث او کوشش می‌کند. او کمک‌های بشردوستانهٔ قابل توجهی به هنر، صلح، امدادرسانی به بلایای طبیعی در ژاپن و فیلیپین، و دیگر موارد مشابه داشته‌است. در گزارشی برای نیویورکر که در نوامبر ۲۰۲۱ منتشر شد، اشاره شد که اونو «از زندگی اجتماعی کناره‌گیری» کرده بود و فرزندش شان به‌عنوان نمایندهٔ عمومی منافع خانواده در تجارت بیتلز فعالیت می‌کند.

## وجههٔ عمومی
اونو برای سال‌های پیاپی هم از سوی مطبوعات و هم از سوی جامعه مورد انتقاد بود. او بابت از هم پاشیدن بیتلز سرزنش شده بود و تأثیرش بر لنون و موسیقی او، بارها مورد انتقاد قرار گرفت. هنر تجربی او نیز با پذیرش عموم مواجه نشد. نظر مطبوعات بریتانیا اساساً نامثبت بود و باعث مهاجرت این زوج به ایالات متحده شد. تا اواخرِ دسامبر ۱۹۹۹ هم، ان‌ام‌ئی او را یک «شارلاتان بی‌استعداد» خطاب کرد.